# همخوان لرزشی
لرزشی (انگلیسی: trill) در آواشناسی تولیدی به شیوه تولید آوایی اشاره دارد که در تولید آن اندام تولیدی فعال به صورت ارتعاش، بست و رهش را به‌طور مکرر انجام می‌دهد. برای مثال <rr> در اسپانیایی معیار در واژه perro یک لرزشی لثوی است.
لرزشی از زنشی به این جهت متفاوت است که در زنشی اندام گفتار فعال هنگام عبور جریان هوا تنها برای یک لحظه کوتاه بست و رهش ایجاد می‌کند، اما در لرزشی اندام گفتار فعال در جایگاه تولید باقی می‌ماند و جریان هوا موجب حرکت‌های رفت و برگشتی سریع این اندام می‌شود. ارتعاش رفت و برگشتی اندام گفتار فعال در آوای لرزشی بین دو تا سه بار رخ می‌دهد که می‌تواند تا پنج بار و در حالت مشدد بیشتر از این عدد نیز باشد. لرزشی می‌تواند با یک رفت و برگشت نیز تولید شود. چیزی که این دو را متمایز می‌کند این است که تنوع در تعداد رفت و برگشت اندام گفتار در آواهای لرزشی وجود دارد، اما در زنشی چنین تنوعی وجود ندارد.

## توصیف همخوان ر
/r/ همخوان لرزشی، لثوی، دهانی، واکدار
اندامهای تولید کننده این همخوان نوک زبان و لثه بالا هستند. بدین ترتیب که نوک زبان بر لثه بالا مماس می شود و بدین ترتیب یک مانع در راه عبور هوا به وجود می آید. ولی این تماس بسیار ملایم است، بدان گونه که با اندک فشار هوا، نوک زبان از لثه جدا می گردد، عقب زبان اندکی بالا می آید، به طوری که فرورفتگی مختصری در قسمت مرکزی زبان ایجاد می شود، دو طرف زبان به دیواره دندانهای آسیای بالا مماس می گردند، نرمکام در موقعیت بالاست و راه عبور هوا از طریق بینی بسته است. هوا در خلال زنشهای پی در پی نوک زبان بر لثه بالا به خارج عبور می کند.این برخوردهای تند و پیاپی به شکل ارتعاش یا لرزش نوک زبان جلوه گر می شود، و از این روست که همخوان مورد بحث را لرزشی یا غلتان می گویند. این همخوان واکدار است.